# Shacal
Cet article possède un paronyme, voir Chacal.
Meilleure cryptanalyse
attaque rectangle par Eli Biham et al. sur 49 tours
Shacal-1 et Shacal-2 sont des algorithmes de chiffrement par blocs basés sur les fonctions de hachage cryptographique de type SHA. Ils ont été conçus par Helena Handschuh et David Naccache, cryptographes de la société Gemplus productrice de cartes à puces. Ils ont depuis quitté cette société. 
Shacal-1 (simplement nommé Shacal à l'origine) est un chiffrement à 160 bits par blocs basé sur SHA-1 et supporte des clés de 128 à 512 bits. Shacal-2 est un chiffrement à 256 bits par blocs basé sur la fonction de hachage cryptographique SHA-256.
En 2003, Shacal-2 fut sélectionné par le projet Nessie comme l'un de leurs dix-sept algorithmes recommandés.

## Architecture
Shacal est basé sur les observations de SHA-1 suivantes :
La fonction de hachage SHA-1 est structurée autour d'une fonction de compression. Celle-ci prend en entrée un registre de 160 bits et des données sur 512 bits puis envoie un autre registre de 160 bits en sortie. La fonction de hachage travaille par répétition de la fonction de compression sur des blocs de 512 bits et, chaque fois, met à jour le registre en conséquence. Cette fonction de compression est aisément réversible si le bloc de données est connu, c'est-à-dire connaissant les données et le résultat de la compression, on peut calculer le contenu du registre d'entrée.
Shacal utilise SHA-1 comme fonction de chiffrement par bloc en prenant le registre d'entrée comme bloc de données et les données en entrée comme clé. En d'autres termes, Shacal réinterprète la fonction de compression de SHA-1 comme un chiffrement à 160 bits par blocs, avec une clé de 512 bits.
Les clés plus courtes sont utilisables en complétant par des 0 (zéro) à concurrence des 512 bits. Shacal n'est pas prévu pour être utilisé avec des clés inférieures à 128 bits.

## Cryptanalyse
Comme tout algorithme de chiffrement par blocs, il est possible de traiter des messages plus longs en chaînant les blocs grâce à des modes de chiffrement comme le CBC, CTR ou encore OFB. Si l'algorithme résiste aux attaques originales comme la cryptanalyse linéaire et différentielle, des variantes permettent d'attaquer plusieurs tours. 
Une combinaison des deux, la cryptanalyse différentielle-linéaire a été appliquée sur Shacal-2. L'équipe de Jongsung Kim a présenté une attaque par différentielles impossibles sur 30 tours. Une attaque rectangle sur 49 des 80 tours a été proposée par Eli Biham et al. D'autres attaques similaires comme l'attaque boomerang sont applicables.